# سیارک ۳۲۹۴۴
سیارک ۳۲۹۴۴ (به انگلیسی: 32944 Gussalli، نامگذاری:1995WC3) سی و دو هزار و نهصد و چهل و چهارمین سیارک کشف شده‌است که در ۱۹ نوامبر ۱۹۹۵ کشف شد.